# Vaniljorkidé
Vanilj eller vaniljorkidé (Vanilla planifolia) är en flerårig ört i orkidéfamiljen som härstammar från östra delarna av Mexiko, Guatemala, Belize, och Honduras.Vaniljorkidén kan också finnas på öar i Atlanten. Numera har arten naturaliserats på många håll i tropikerna.
Den är känd för sina frukter som kallas vaniljstång eller kort och gott vanilj. Den har tämligen anspråkslösa gulgröna blommor som sitter i klasar. Vaniljstången är en 20–30 centimeter lång kapsel som innehåller ett stort antal svarta små frön. När vaniljstången doppas i kokande vatten sönderdelas sockret i frukten och det bildas kristaller av ämnet vanillin. 
Vanilj delas in i bourbonvanilj och mexikansk vanilj. Bourbonvaniljen har en rik och söt smak, och produkter smaksatta med denna har en fruktig arom. Vaniljsmaken är oftast starkare än hos andra vaniljsorter. Detta är den vanligaste sorten och den som odlas på Madagaskar och öarna i Indiska oceanen. Mexikansk vanilj har en mer kryddig doft med inslag av trä och flera subtila undertoner. Den odlas endast i liten skala i Mexiko.

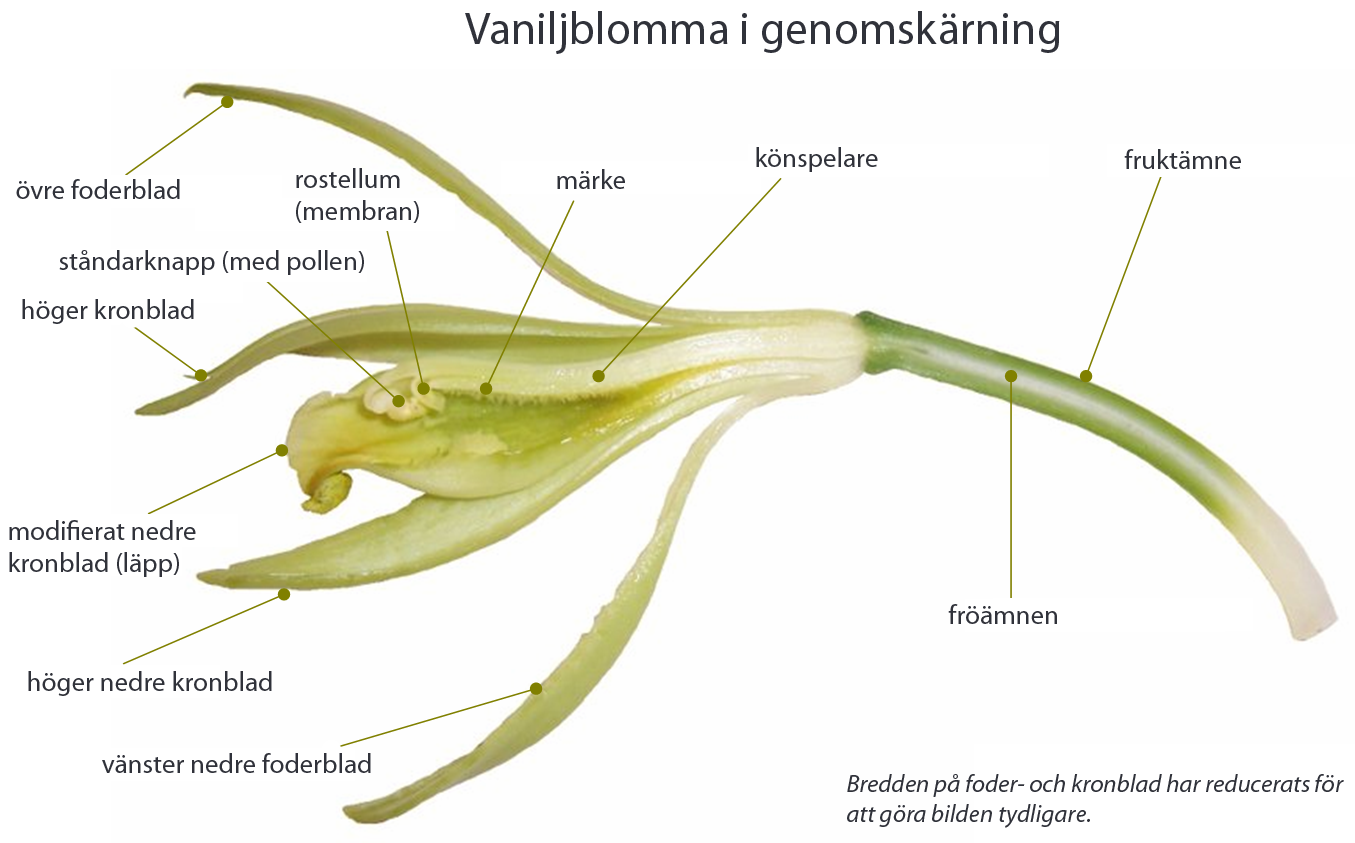
Delarna hos vaniljorkidens blomma.

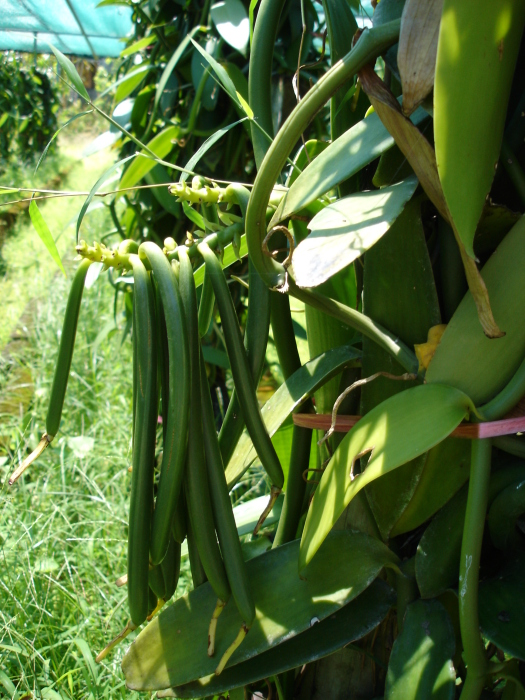
Vanilj.

## Synonymer
- Epidendrum vanilla L.
- Myrobroma fragrans Salisbury nom. illeg.
- Notylia planifolia (Andr.) Conzatti
- Vanilla aromatica Sw. p. p.
- Vanilla epidendrum Mirb. p. p.
- Vanilla fragrans (Salisbury) Ames, nom. illeg.
- Vanilla majaijensis Blanco
- Vanilla mexicana Miller p. p.
- Vanilla sativa Schiede
- Vanilla sylvestris Schiede
- Vanilla viridiflora Blume